# Marianne Weber (cantante)
Marianne Weber (Utrecht, 5 dicembre 1955) è una cantante olandese, dedita principalmente al genere noto come levenslied (pop in lingua olandese) e professionalmente in attività dall'inizio degli anni novanta, prima come componente - assieme ad Anske Mertsey e a Jan Verhoeven - di  Holland Duo e poi come solista.
Da solista, ha pubblicato una ventina di album, il primo dei quali è l'album eponimo del 1992, e ha venduto 800.000 dischi.

Tra i suoi brani di maggiore successo, figura Ik weet dat er een ander is (So che c'è un'altra) del 1992.
In carriera, si segnala la fruttuosa collaborazione con Frans Bauer.

## Biografia

### Vita privata
La cantante, bisessuale dichiarata, ha dalla fine degli anni novanta una relazione con Rita van 't Hof, relazione ripresa tra la fine del 2011 e l'inizio del 2012 dopo una breve interruzione.
La cantante ha anche un figlio di nome Jeff, che le ha dato un nipote nel 2007 e le stava dando una nipotina nel 2012, che però la compagna Michelle ha perduto ad inizio gennaio dello stesso anno.

## Discografia da solista

### Album[3][5][6][14]
- Marianne Weber (1992)
- Diep in mijn hart (1993)
- Schrijf me nooit Geen mooie brieven meer (1993)
- Alles in het leven (1994)
- Blauwe nacht (1994)
- Rozen op satijn (1995)
- Haar grootste successen (1997)
- Frans Bauer & Marianne Weber (1997) (con Frans Bauer)
- Morgen wordt het anders (1997)
- Jou vergeet ik niet (1998)
- Het allerbeste van Marianne Weber (1998)
- Alleen voor jou (1999)
- Wat ik zou willen (2000)
- Country & Weber (2001)
- Kerstfeest met Frans Bauer & Marianne Weber (2001) (con Frans Bauer)
- 10 Jaar Marianne Weber: Live in concert (2002)
- Hartje van goud (2004)
- Mega Piratenfestijn Nieuwleusen 3 (2004)
- Mijn grootste hits (2005)
- Lichtjes in jouw ogen (2006)
- Tranen van geluk (2007)
- Frans & Marianne (2007) (con Frans Bauer)
- Jouw lach (2011)

### Singoli[15]
- Blauwe nacht (1985)
- Ik weet dat er een ander is (1992)
- Huil maar niet om mij (1992)
- Maar toen kwam uitgerekend jij (1993)
- Ik tel de dagen (1993)
- Waarom huil je kleine jongen (1988)
- Alles in het leven (1994)
- Je hoeft je ogen niet te sluiten / Eens kom je weer in m'n armen (1995)
- In de sterren staat geschreven / Straks valt de nacht (1995)
- Kind van mij (1996)
- Ik wil vannacht(1996)
- Moeder blijft wakker (1996)
- De regenboog (1997)
- Eens schijnt weer de zon (1997)
- Als sterren stralen (1997)
- De kleine deur (1997)
- Morgen wordt 't anders (1998)
- Jou vergeet ik niet (1998)
- Na Regen Komt Zonneschijn (1998)
- Buenos Dias, Ciao Amore (1999)
- Als jij dit huis straks verlaat (2000)
- Wat ik zou willen (2000)
- Zeven brieven (2000)
- Al deze rozen mag je houden (2001)
- Sneeuwwitte vredesduif (2001)
- Ik doe wat ik wil / Jij bent weer bij mij (2001)
- Jou vergeet ik niet (live) (2002)
- Moeder's Laatste Brief (2004)
- De Italiaan (2006)

## Filmografia[16]

### Attrice
- Tatort - serie TV, 1 episodio (1993)

### Produttrice
- Die entführte Braut - film TV (1968)

## Programmi televisivi (Lista parziale)[16]
- Marianne Weber op Curaçao (2005)
- TROS Muziekfeest: Bella Italia (2008)